# آنتروس

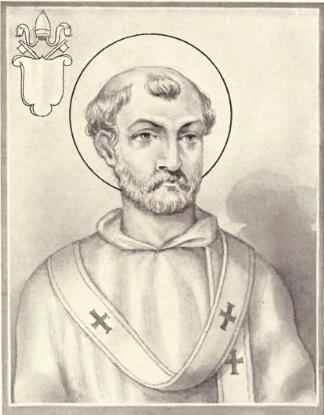

پاپ آنتروس (به انگلیسی: Pope Anterus) یکی از پاپ‌های کلیسای کاتولیک رم بود که در یونان به دنیا آمد و بین سال‌های ۲۳۵ تا ۲۳۶ میلادی پاپ بود.